# Funder Kirkeby
Funder Kirkeby is een plaats in de Deense regio Midden-Jutland, gemeente Silkeborg. De plaats telt 587 inwoners (2008).